# Dimethyldioctadecylammoniumchlorid
Dimethyldioctadecylammoniumchlorid ist eine chemische Verbindung aus der Gruppe der quartären Ammoniumverbindungen.

## Gewinnung und Darstellung
Dimethyldioctadecylammoniumchlorid kann durch Reaktion von Methyldioctadecylamin oder Dioctadecylamin mit Methylchlorid in Gegenwart von Natriumhydroxid gewonnen werden.

## Eigenschaften
Dimethyldioctadecylammoniumchlorid ist ein brennbarer, schwer entzündbarer, beiger, geruchloser Feststoff, der schwer löslich in Wasser ist. Er zersetzt sich bei Erhitzung über 135 °C.

## Verwendung
Dimethyldioctadecylammoniumchlorid wird in Waschmitteln sowie kosmetische Formulierungen verwendet.

## Risikobewertung
In der Risikobewertung kam die EU-Kommission zum Schluss, dass von der Verwendung von Dimethyldioctadecylammoniumchlorid für die menschliche Gesundheit und die Umwelt keine Risiken ausgehen.

## Externe Links zu erwähnten Verbindungen
1. ↑  Externe Identifikatoren von bzw. Datenbank-Links zu Methyldioctadecylamin:  CAS-Nr.: 4088-22-6, EG-Nr.: 223-819-7, ECHA-InfoCard: 100.021.654, GESTIS: 492125, PubChem: 77709, ChemSpider: 70110, Wikidata: Q27254216.
2. ↑  Externe Identifikatoren von bzw. Datenbank-Links zu Dioctadecylamin:  CAS-Nr.: 112-99-2, EG-Nr.: 204-020-2, ECHA-InfoCard: 100.003.655, PubChem: 66989, ChemSpider: 60347, Wikidata: Q27261391.